# Nibymarchwica pojedyncza
Nibymarchwica pojedyncza (Neogaya simplex (L.) Meisn.) – gatunek rośliny z rodziny selerowatych, przedstawiciel monotypowego rodzaju Neogaya. Występuje w górach Europy Środkowej – w Alpach i Karpatach oraz w Północnej i Środkowej Azji. W Polsce występuje tylko w Tatrach.

## Morfologia
PokrójNaga lub prawie naga roślina zielna osiągająca do 25 cm wysokości. Kłącze jest walcowato wrzecionowate, często rozgałęziające się, z szyją korzeniową osłoniętą tuniką z pozostałości nasad liści. Łodyga bruzdowana, nierozgałęziona.
LiścieTylko odziomkowe lub pojedyncze w dolnej części łodygi, ogonkowe, z pochwiastą nasadą. Blaszka w zarysie trójkątnie wydłużona, 2-3-krotnie pierzasto złożona. Odcinki liścia równowąskie (do 1 cm długości i 1 mm szerokości), zaostrzone.
KwiatyDrobne, zebrane w baldaszki, a te w liczbie 12–20 w pojedynczy baldach złożony na szczycie łodygi. Szypuły baldachu są szorstkie od wewnątrz. Pokrywy są liczne, lancetowate, błoniaste na brzegu, całobrzegie lub wrębne. Pokrywki są podobne i też liczne. Kielich z drobnymi ząbkami. Płatki korony białe lub czerwonawe zewnętrzne większe i na szczycie wycięte, z łatką, wewnętrzne mniejsze i całobrzegie lub słabo wycięte.
OwoceElipsoidalne niełupki o długości do 5 mm i szerokości do 3 mm, oskrzydlone, za młodu nieco owłosione, w bruzdach brodawkowane.

## Biologia i ekologia
Bylina. Kwitnie w lipcu i sierpniu. Rośnie na halach, wśród skał i usypisk w piętrach kosówki, halnym i turniowym.

## Systematyka
Jedyny gatunek z rodzaju Neogaya. Gatunek ten tradycyjnie włączany był zwykle do rodzaju Pachypleurum, co czyniło z niego jednak takson polifiletyczny. Neogaya simplex jest gatunkiem blisko spokrewnionym z kladem obejmującym rodzaje oleśnik Libanotis i olszewnik Selinum. Z kolei Pachypleurum jest rodzajem bliskim lubiśnikowi Ligusticum i wraz z nim zaliczany jest do kladu Acronema. 